# クイーンズ・レイン・コーヒー・ハウス
座標: 北緯51度45分9.8秒 西経1度15分1.6秒 / 北緯51.752722度 西経1.250444度

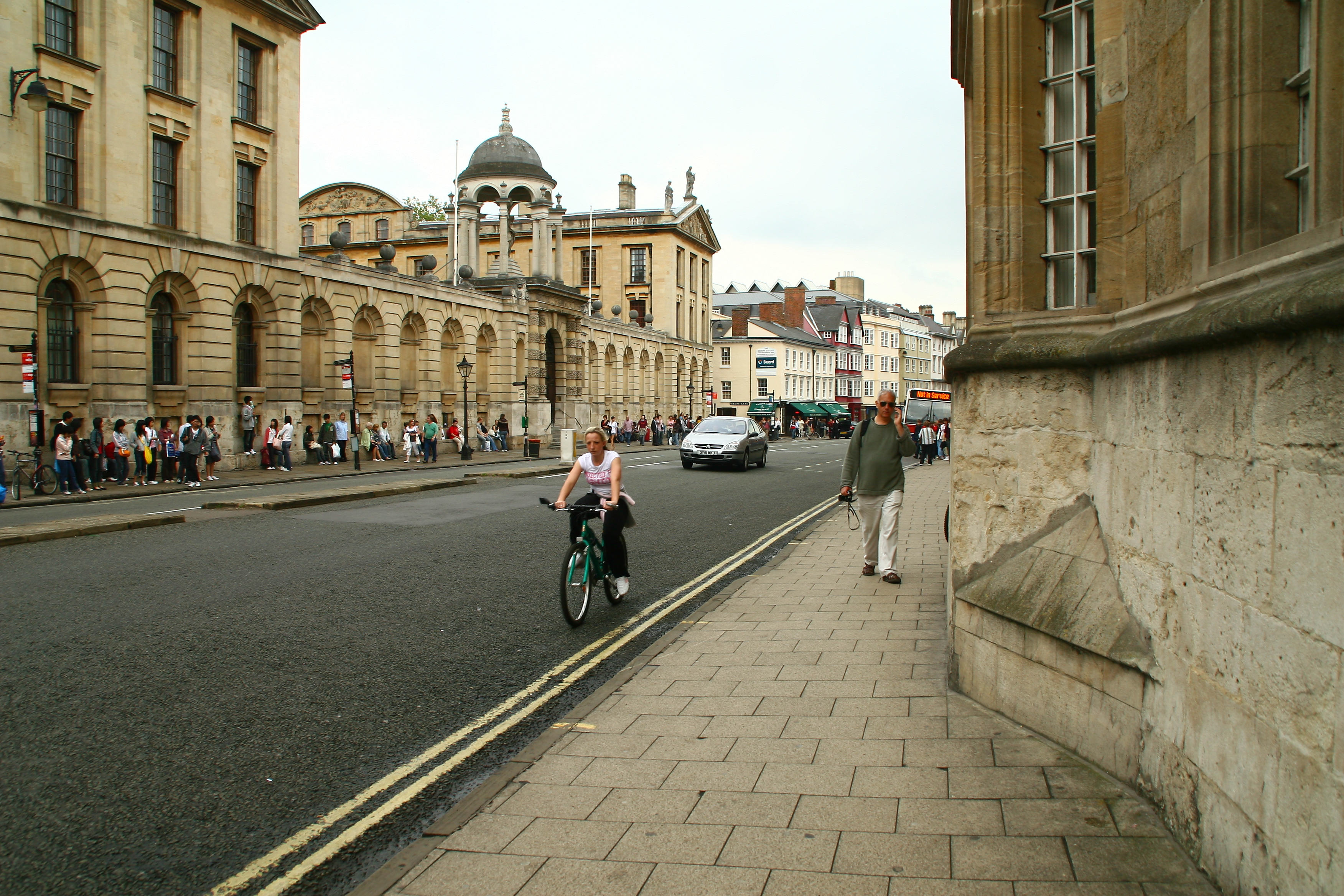
オックスフォードのハイ・ストリートにあるクイーンズ・レイン・コーヒー・ハウスの遠景。左手のオックスフォード大学クイーンズ・カレッジの先の建物。

クイーンズ・レイン・コーヒー・ハウス (Queen's Lane Coffee House) は、1654年にイングランドのオックスフォードでオープンした歴史的なコーヒーハウスである。しばしばヨーロッパで最古のコーヒーハウスであると形容されるが、オックスフォードには1650年に開業した「グランド・カフェ」も存在しており、正確には「継続的にコーヒーハウスとして営業している店舗として最古」である。
側道にクイーンズ・レイン（女王の小道）があるハイ・ストリートの北側にあることからこの名前が付けられた。ザ・クイーンズ・カレッジが西側、セント・エドマンド・ホールが北側に隣接している。ここはオックスフォード大学の学生や観光客たちにも有名である。
2009年、"QL"のブランド名でオックスフォード郊外のジェリコ地区とヘディントン地区に支店を展開したが、経営元が変わり現在は提携していない。後者の支店は「カフェ・ボンジュール」として営業している。